# Börtschifffahrt
Börtschifffahrt, auch in der Schreibweise Beurtschifffahrt, ist die Linienschifffahrt auf dem Rhein, die schon seit dem Mittelalter existiert. Im Gegensatz zur auftragsbezogenen Schifffahrt fährt das Schiff nach einem bestimmten Dienst.
Der Begriff stammt aus dem Niederländischen: Beurtscheepvaart. Niederländisch war bis zum Ende des 19. Jahrhunderts die verbreitetste Umgangssprache am Niederrhein. Beurt bedeutet in diesem Zusammenhang regelmäßige Abfolge. In Deutschland steht der Begriff der Börtschifffahrt eng zusammen mit der Geschichte Duisburgs und des Niederrheins. Die erste deutsche Linienverbindung ergab sich aus den Verhandlungen der Stadt Duisburg mit dem Weseler Schiffer Gisbert Koch, in deren Folge im Jahre 1674 ein ständiger Fracht- und Personenverkehr zwischen Duisburg und Nijmegen eingerichtet wurde.
Den größten Umfang erreichte die Börtschifffahrt im späten 18. Jahrhundert, als während des Krieges zwischen Frankreich und Deutschland der Rhein oberhalb Duisburgs bis nach Mainz gesperrt war und sich der Duisburger Hafen in einen riesigen Warenumschlagplatz verwandelte. Bedingt durch die Oktroikonvention, die das Rheinzollsystem vereinfachen sollte und die zwischen den Rheinanliegerstaaten und dem linksrheinischen Frankreich 1804 vereinbart wurde, verlor Duisburg seine herausragende Bedeutung, da viele Rheinzollstellen abgeschafft wurden. 
Die Handelssperre für Waren aus der Grafschaft Mark und die Kontinentalsperre gegenüber Einfuhren aus England führte 1810 schließlich zur vorläufigen Einstellung der Börtschifffahrt. Erst mit Abzug der Franzosen im Jahre 1814 wurden wieder direkte Börtschifffahrtslinien nach Rotterdam, Amsterdam und Antwerpen eingerichtet. Nach einem weiteren Höhepunkt im Jahre 1830 erlag die Börtschifffahrt Mitte des 19. Jahrhunderts der moderneren und effizienteren Konkurrenz, die durch die 1825 in Köln gegründete preußische Rheinische Dampfschifffahrtsgesellschaft vorangetrieben wurde.